# Le Chameau et les Bâtons flottants
Le Chameau et les Bâtons flottants est la dixième fable du livre IV de Jean de La Fontaine situé dans le premier recueil des Fables de La Fontaine, édité pour la première fois en 1668.
Le premier qui vit un chameau

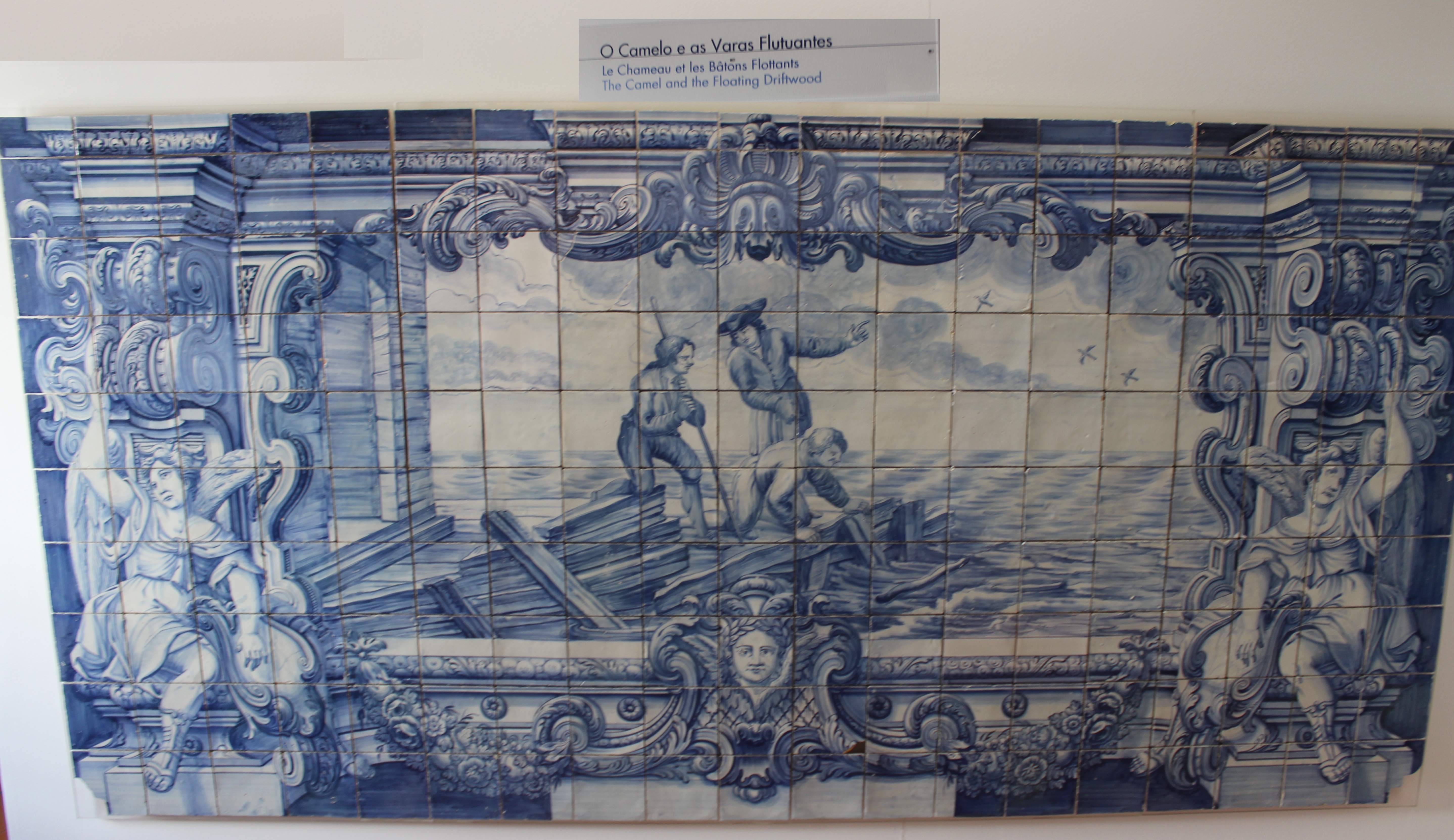
Le chameau et les bâtons flottants - Azulejos - Monastère de Saint-Vincent de Fora.

            S'enfuit à cet objet nouveau ;

Le second approcha ; le troisième osa faire

            Un licou pour le dromadaire.

L'accoutumance ainsi nous rend tout familier :

Ce qui nous paraissait terrible et singulier

            S'apprivoise avec notre vue

            Quand ce vient à la continue.

Et puisque nous voici tombés sur ce sujet,

            On avait mis des gens au guet,

Qui voyant sur les eaux de loin certain objet,

            Ne purent s'empêcher de dire

            Que c'était un puissant navire.

Quelques moments après, l'objet devint brûlot ,

            Et puis nacelle , et puis ballot,

            Enfin bâtons flottants sur l'onde.

            J'en sais beaucoup de par le monde

            A qui ceci conviendrait bien:

De loin, c'est quelque chose, et de près, ce n'est rien.
— Jean de La Fontaine, Fables de La Fontaine, Le Chameau et les Bâtons flottants